# Dodie

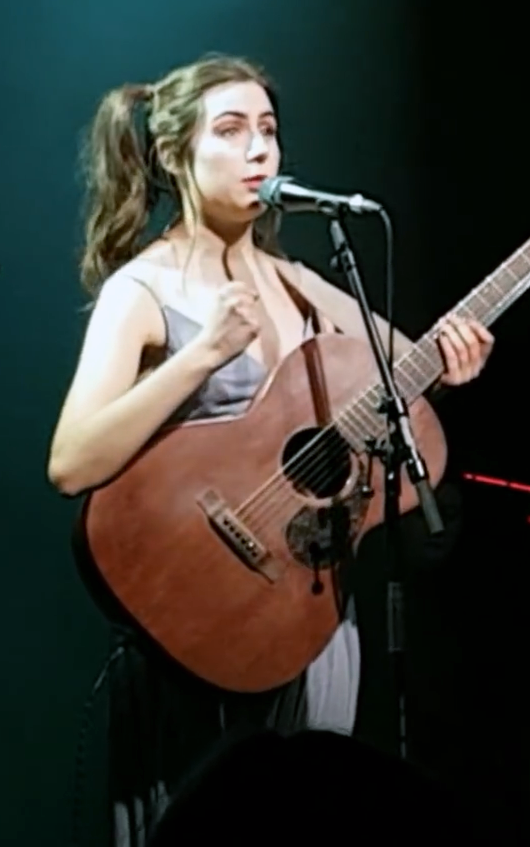
Dodie Clark (2018)

Dodie (* 11. April 1995 in London; eigentlich Dorothy Miranda Clark) ist eine britische Sängerin, Songschreiberin, Autorin und YouTuberin. Nachdem sie mit Internetvideos große Bekanntheit erlangt hatte, war sie ab 2016 mit mehreren Alben vor allem in ihrer Heimat und auch in den US-amerikanischen Charts erfolgreich.

## Privatleben
Dorothy „Dodie“ Clark wurde in Enfield geboren. Sie ging auf die Leventhorpe School und zog nach ihrem Schulabschluss nach Bath.
Im Jahr 2016 bekannte sie sich offen zu ihrer Bisexualität. Des Weiteren spricht sie offen über ihr Depersonalisationssyndrom und den damit im Zusammenhang stehenden mentalen Schwierigkeiten.

## Karriere
Am 1. August 2007 erstellte sie auf YouTube mit ihrer Freundin Alice Webb den Kanal Dodders5, der später als Alice and Dodie show! bekannt wurde.
Im Februar 2011 eröffnete sie ihren eigenen Kanal, doddleoddle, auf dem sie im selben Jahr ihr erstes Lied mit dem Titel Rain veröffentlichte. Waren ihre Lieder anfangs noch Coverversionen, so nahm sie später ihre eigenen Werke auf. Ein zentrales Instrument, was sie dabei nutzte, war die Ukulele. Ein weiterer Kanal kam mit doddlevloggle hinzu. Zusammen hatten die Kanäle im Mai 2021 über 2,8 Millionen Abonnenten.
Am 18. November 2016 veröffentlichte sie ihre erste EP Intertwined mit fünf Songs. Sie kam nicht nur auf Platz 35 der UK-Albumcharts, sondern platzierte sich auch in den US-Charts. Ihre nächste EP You mit sechs neuen Songs veröffentlichte sie am 11. August 2017 und belegte damit den 6. Platz der britischen Charts und den 55. Platz in den USA. Auch in Australien stieg sie in die Charts ein und erreichte Platz 17. Im selben Jahr veröffentlichte sie ihr autobiografisches Buch Secrets for the Mad: Obsessions, Confessions and Life Lessons.
Ihr anfänglich rockiger Stil wurde mit der Zeit sanfter und die Songs nachdenklicher, was insbesondere in den folgenden Singles zu hören war. Außerdem arbeitete sie auch mit anderen Musikern zusammen. 2018 kooperierte sie mit Faultline bei einem Cover von All I Do Is Dream of You für die Werbekampagne von Audi im Vereinigten Königreich und mit Jacob Collier bei einem Cover von Here Comes the Sun. Sie steuerte auch den Song Ready Now zum Soundtrack der TV-Serie Moominvalley hinzu.
Die nächste Sammlung von sieben Songs unter dem Albumtitel Human erschien diesmal mit etwas mehr Abstand im Januar 2019 und konnte an die Platzierungen des Vorgängers anknüpfen. Diesmal kam sogar noch eine Platzierung in der Schweizer Hitparade hinzu. Danach kündigte sie ihr erstes vollwertiges Album Build a Problem für 2021 an. Dabei griff sie auch auf die Unterstützung namhafter Produzenten wie Joe Rubel und Pomplamoose zurück. Nach Verzögerungen wurde es am 7. Mai 2021 veröffentlicht. Das 14 Songs umfassende Album brachte ihr in Großbritannien mit Platz 3 ihre beste Platzierung. International blieb sie damit jedoch hinter den vorherigen Erfolgen zurück.
Im Jahr 2023 gründete sie zusammen mit Orla Gartland, Greta Isaac und Martin Luke Brown die Band FIZZ, die im Juni die erste Single High in Brighton und am 27. Oktober das erste Album The Secret to Life veröffentlichte.

## Diskografie

### Alben
| Jahr | Titel Musiklabel                         | Höchstplatzierung, Gesamtwochen, AuszeichnungChartplatzierungen (Jahr, Titel, Musiklabel, Platzierungen, Wochen, Auszeichnungen, Anmerkungen) | Höchstplatzierung, Gesamtwochen, AuszeichnungChartplatzierungen (Jahr, Titel, Musiklabel, Platzierungen, Wochen, Auszeichnungen, Anmerkungen) | Höchstplatzierung, Gesamtwochen, AuszeichnungChartplatzierungen (Jahr, Titel, Musiklabel, Platzierungen, Wochen, Auszeichnungen, Anmerkungen) | Anmerkungen                                            |
| Jahr | Titel Musiklabel                         | CH | UK | US | Anmerkungen                                            |
| ---- | ---------------------------------------- | --- | --- | --- | ------------------------------------------------------ |
| 2016 | Intertwined Dodie                        | — | UK35 (1 Wo.)UK | US153 (1 Wo.)US | EP mit 5 Songs Erstveröffentlichung: 10. November 2016 |
| 2017 | You Dodie                                | — | UK6 (2 Wo.)UK | US55 (1 Wo.)US | EP mit 6 Songs Erstveröffentlichung: 11. August 2017   |
| 2019 | Human Dodie, The Orchard                 | CH81 (1 Wo.)CH | UK5 (1 Wo.)UK | US82 (1 Wo.)US | EP mit 7 Songs Erstveröffentlichung: 18. Januar 2019   |
| 2021 | Build a Problem Doddleoddle, The Orchard | — | UK3 (1 Wo.)UK | US115 (1 Wo.)US | Erstveröffentlichung: 7. Mai 2021                      |

### Lieder
- Sick of Losing Soulmates (2016)
- 6/10 (2017)
- Party Tattoos (2018)
- Human (featuring Tom Walker, 2018)
- If I’m Being Honest (2018)
- Here Comes the Sun (Jacob Collier featuring Dodie, 2019)
- Guiltless (2019)
- Boys Like You (2019)
- Cool Girl (2020)
- Rainbow (2020)
- Hate Myself (2021)
- I Kissed Someone (It Wasn’t You) (2021)
- Love to Keep Me Warm (mit Laufey, 2021)
- Got Weird (2022)